# حملة سومطرة الأولى
حملة سومطرة الأولى (بالإنجليزية: First Sumatran expedition)‏ التي تضمنت معركة كوالا باتو عام 1832 (باللغة الأتشيهية:  Kuala Batèë، بلغة ملايو: Kuala Batu). حملة تأديبية قامت بها بحرية الولايات الأمريكية ضد قرية كوالا باتيه، التي تُعدّ حاليًا منطقة فرعية في جنوب غرب ريجنسي آتشيه. جاء هذا الانتقام ردًا على مذبحة طاقم سفينة البضائع التجارية فريندشيب قبل عام من هذه الحملة. هزمت الفرقاطة الحربية بوتوماك بطاقمها قوات أمراء الحرب المحليين أو الأولوبالانغ (بالأتشيهية: uleëbalang) وقصفت المستوطنة بالقنابل. نجحت الحملة في وقف هجمات سومطرة على السفن الأمريكية لست سنوات حتى نُهبت سفينة أخرى في ظروف مختلفة، ما أدى إلى تنظيم حملة سومطرة الثانية عام 1838.

## الخلفية
تشتهر جزيرة سومطرة بأنها مصدر ممتاز للفلفل الأسود، ولطالما رست السفن على الجزيرة للتجارة. في عام 1831، وصلت سفينة فريندشيب التجارية الأمريكية تحت قيادة القبطان تشارلز إنديكوت من مشيخة كوالا باتو من أجل تأمين شحنة من الفلفل الأسود. انطلقت العديد من القوارب التجارية الصغيرة ذهابًا وإيابًا على طول الساحل مع السفن التجارية الأخرى التي رست قبالة الشاطئ. في 7 فبراير عام 1831، ذهب إنديكوت وعدد قليل من رجاله إلى الشاطئ لشراء بعض الفلفل من السكان الأصليين عندما هاجمت ثلاثة قوارب بروا سفينته ما أدَّى إلى مقتل ضابط السفينة الأول واثنين آخرين من طاقمها ونهب الحمولة.
تمكَّن إنديكوت ورجاله الناجون من الفرار إلى ميناء آخر بمساعدة رئيس محلي ودود يُدعى بو آدم. وقد تلقوا هناك المساعدة من قِبَل ثلاثة من قادة التجار الآخرين من أجل استعادة سفينتهم. وبمساعدتهم هذه، تمكَّن إنديكوت من استعادة سفينته وعاد في النهاية إلى سالم في ولاية ماساتشوستس. عند وصوله إلى سالم، نُظِّم احتجاج عام ضد المذبحة، وردًا على ذلك، أرسل الرئيس أندرو جاكسون الفرقاطة بوتوماك تحت قيادة العميد جون داونز لمعاقبة السكان الأصليين على غدرهم.
نُظِّمت الحملة الهولندية على الساحل الغربي لسومطرة عام 1831 من قِبَل جيش جزر الهند الشرقية الهولندية الملكية ردًا على تلك الحادثة، وكان ذلك بمثابة ذريعة لهم لضم أجزاء من سلطنة آتشيه.

## المعركة
وصلت سفينة بوتوماك إلى كوالا باتو في 5 فبراير عام 1832. وهنا التقى داونز مع بو آدم الذي نصحه بأن أمراء الحرب المحليين لن يوافقوا على دفع تعويض لهجومهم على سفينة فريندشيب. وبالتالي قرَّر العقيد داونز تمويه سفينته على أنها من السوق الدنماركية بغرض الاحتفاظ بعنصر المفاجأة. وقد نجح التخفي لدرجة أنهم احتجزوا جميع أفراد الملايو على متن السفينة الذين يقومون ببيع شحنة من الفلفل بغرض عدم الإفصاح عن الهوية الحقيقية لسفينة بوتوماك في كوالا باتو. ومن ثم، أرسل داونز فرقة استطلاع للكشف عن دفاعات الميناء، لكنها رُصِدت من قِبَل الملايو. بالإضافة إلى ثلاثة قوارب راسية في الميناء، كانت خمسة حصون على الأقل تحرس المدينة تقع معظمها بالقرب من الساحل.
أمر داونز بإحضار مفرزة مؤلفة من 282 جنديًا من قوات مشاة البحرية والبحارة مع قواربهم، وأحضر البعض معهم مدافع بوتوماك خفيفة. بواسطة هذه القوارب، قام البحارة وجنود المارينز بإحراق السفن الملايوية في ميناء كوالا باتو وهاجموا حصون المدينة بينما استُخدمت مدافع بوتوماك لقمع النيران القادمة من حصون الملايو. في اليوم التالي، تفوقت بنادق المسكيت التي كانت بحوزة الأمريكيين على أسلحة الملايو القديمة. لكن السكان الأصليين قاتلوا بشراسة إذ تحوّلت المعركة إلى قتال بالأيدي وقع فيه أحد أمراء الحرب المحليين ضحيةً إلى جانب نحو 150 مقاتلًا آخر. ولم يلق سوى جنديان أمريكيان حتفهما أثناء الهجوم بينما أصيب أحد عشر جنديًا من البحارة ومشاة البحرية.
بعد سقوط الحصون الساحلية، فرَّ باقي الملايو باتجاه الجزء الخلفي من البلدة حيث يوجد حصن آخر، ولكن بدلًا من الدخول إلى آخر حصن متبق، هاجم الأمريكيون البلدة بأكملها. وحدثت عمليات سلب ونهب واسعة النطاق. في وقت لاحق، أمر داونز رجاله بالعودة إلى السفينة وقصف الحصن الخامس وكذلك البلدة حتّى يرضخ أمراء الحرب الناجون للاستسلام، ما أسفر عن مقتل 300 شخص من السكان الأصليين خلال هذه العملية.